# 平地の説教

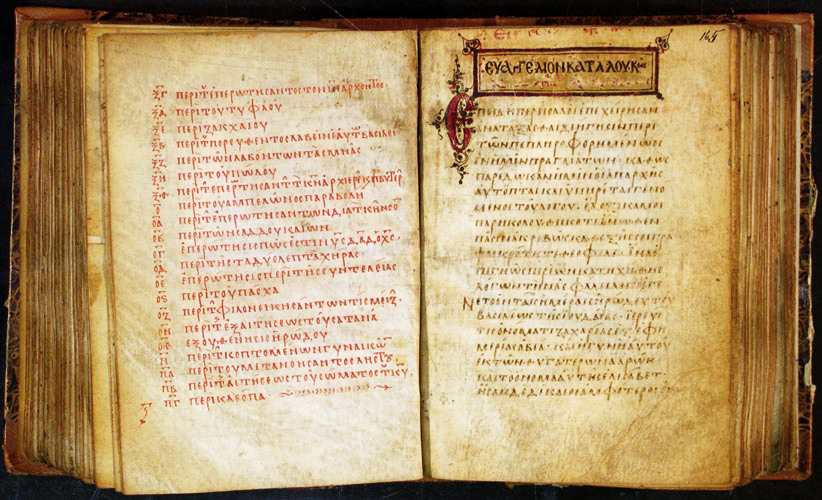
9世紀の大文字ギリシア語写本『Codex Petropolitanus』のルカ書の冒頭部分。

平地の説教（へいちのせっきょう）は、キリスト教におけるイエス・キリストの教えとされる、ルカによる福音書第6章17節から49節にかけての記述。この説教は、マタイによる福音書により長い記述がある山上の垂訓と対比されることがある。
ルカ書第6章12節から20a節には、この説教に至る一連の出来事が説明されている。それによると、イエスは山上に登り、一晩中、神に祈っていた。二日後、彼は弟子たちを集めて、そこから12名を選び、使徒と名付けた。山を下りながらイエスが「平らな土地 (ἐπὶ τόπου πεδινοῦ, epi topou pedinou)」に立つと、大勢の人々が集まってきた。汚れた霊に取り憑かれた者たちを癒したイエスは、後代に「平地の説教」として知られることになる教えを語り始めた。
この説教の中の特筆すべきメッセージには次のようなものがある。
- さいわいとわざわい。 (6:20–26)
- 敵を愛し（英語版）、あなたの片方の頬を打つ者にはほかの頬をも向けなさい（英語版）。 (6:27–36)
- 人々にしてほしいと、あなたがたの望むことを、人々にもそのとおりにせよ。 (6:31)
- 人をさばくな。そうすれば、自分もさばかれることがないであろう。また人を罪に定めるな。そうすれば、自分も罪に定められることがないであろう。ゆるしてやれ。そうすれば、自分もゆるされるであろう。(6:37–38)
- 盲人は盲人の手引ができようか。（英語版）弟子はその師以上のものではない。 (6:39-40a)
- まず自分の目から梁を取りのけるがよい、そうすれば、はっきり見えるようになって、兄弟の目にあるちりを取りのけることができるだろう。 (40b-42)
- 悪い実のなる良い木はないし、また良い実のなる悪い木もない。（英語版）木はそれぞれ、その実でわかる。 (43–45)
- わたしを主よ、主よ、と呼びながら（英語版）、なぜわたしの言うことを行わないのか。 (46)
- わたしの言葉を聞いて行う者は、岩の上に家を建てる人に似て、洪水がきても動じないが、土の上に建てた家は倒れてしまう。 (47–49)

ルカによる福音書第7章1節では、群衆に向かって語るべきことを全て語ったイエスは、カペナウムに戻ったとされるが、これはルカ書の記述に基づけば、第4章31節以来のことであった。